# Ватасия, Каору
Каору Ватасия (яп. 私屋 カヲル Ватасия Каору, род. 3 января 1972 года в Токио) — японская мангака. Наиболее известна как автор манги Kodomo no Jikan, которая была отобрана для перевода на английский язык, хотя публикация манги в Америке была отменена лицензирующей компанией Seven Seas Entertainmen из-за опасений по поводу спорного содержания манги. Кроме того, эта манга стала первой из её работ, экранизированной в виде аниме-сериала.

## Работы
- Chibi to Boku (ちびとぼく) 2000—2007
- Cotton 200% (яп. コットン200%) 1996—1997
- Dame Yome Nikki (だめよめにっき) 2008, 2010
- Inu to Ojousama (犬とお嬢様) 1993—1994
- Kaworu to TYui no Ikkai Yarashite ( カヲルとゆいのいっかいやらして) 1999—2001
- Kodomo no Jikan ( こどものじかん? ) 2005—2013
- Meganechan ( めがねーちゃん? ) 2009
- Oedo Musume Ninja ( おーえど娘忍者? ) 1997—1998
- Onekosama ga Kita ( おネコさまが来た? ) 1994
- Papa wa Dandy (яп. パパはダンディー) 1999
- Pink no Kobushi (яп. ピンクの拳) 1999
- Sakura Saichae (さくら咲いちゃえ? ) 2003
- Seishun Binta! (青春ビンタ!) 2001—2004
- Shonen Sanpakugan Series ( 少年三白眼シリーズ) 1992—1993
- Yoake no Yowakki (夜明けのヨワッキー) 1995—1996